# Monumentos nacionales de Chile

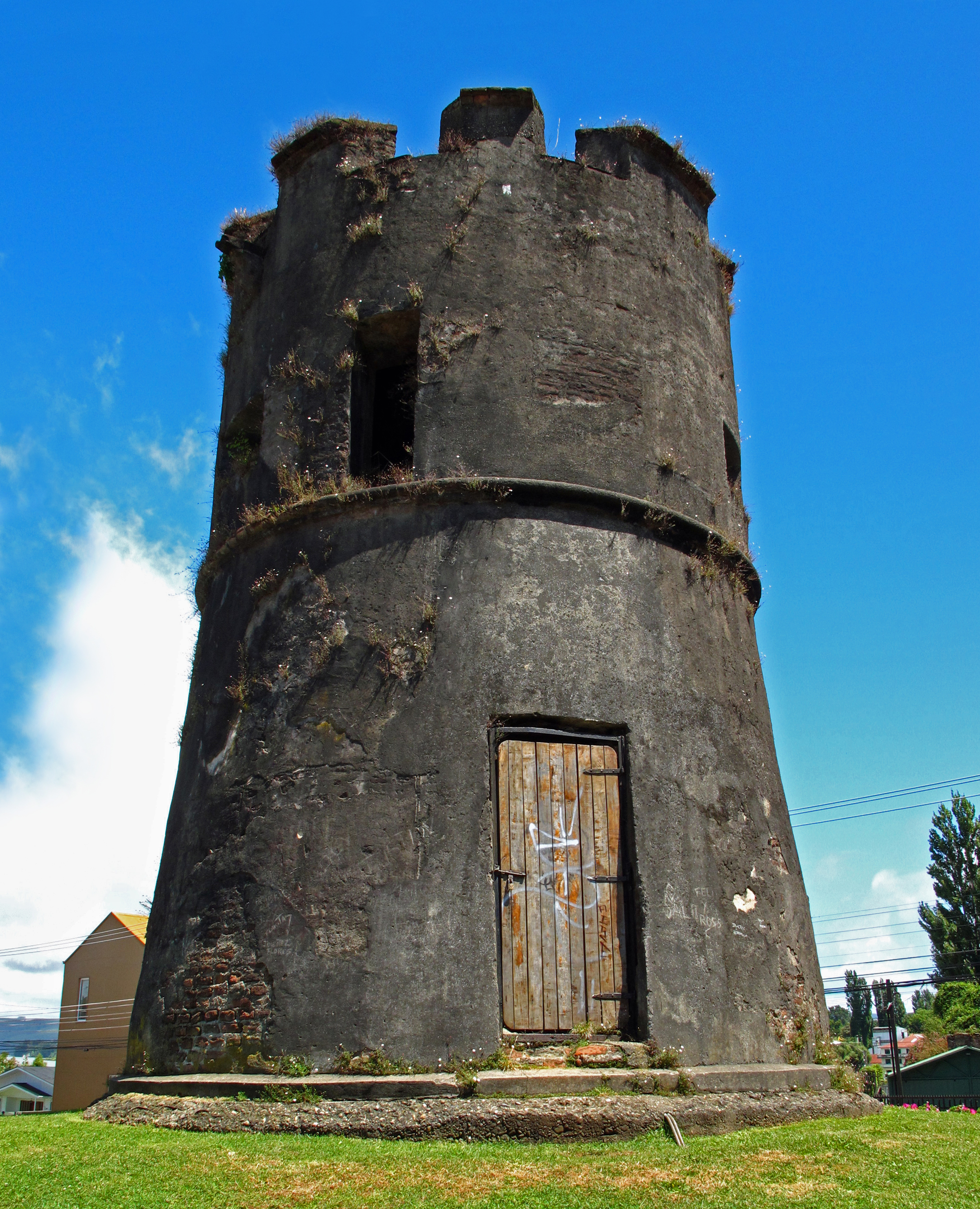
El Torreón Los Canelos, ubicado en Valdivia, fue el primer monumento nacional junto a otros torreones y fuertes del sur de Chile, declarados como tal el 24 de marzo de 1926.

Los monumentos nacionales de Chile (también abreviados como MN) son aquellos lugares, bienes muebles e inmuebles protegidos por el Estado chileno según la Ley Nº 17.288 de Monumentos Nacionales de 1970. Esta protección es gestionada por el Consejo de Monumentos Nacionales (CMN) debido al interés histórico, artístico, científico o conmemorativo de los bienes declarados como monumentos nacionales, los cuales representan el patrimonio natural y cultural del país.
Existen 5 categorías de monumentos nacionales:
- Monumentos Históricos
- Monumentos Arqueológicos
- Monumentos Públicos
- Santuarios de la Naturaleza
- Zonas Típicas

## Lista de monumentos
Las siguientes listas reúnen a todos los monumentos del país, organizados a nivel de región:
| - Arica y Parinacota - Tarapacá - Antofagasta - Atacama - Coquimbo - Valparaíso | - Metropolitana - O'Higgins - Maule - Ñuble - Biobío | - La Araucanía - Los Ríos - Los Lagos - Aysén - Magallanes y Antártica Chilena |

## Definición y categorías de Monumentos Nacionales
La Ley Nº17.288 de Monumentos Nacionales establece que: 

"Son monumentos nacionales y quedan bajo la tuición y protección del Estado, los lugares, ruinas, construcciones u objetos de carácter histórico o artístico; los enterratorios o cementerios u otros restos de los aborígenes, las piezas u objetos antropo-arqueológicos, paleontológicos o de formación natural, que existan bajo o sobre la superficie del territorio nacional o en la plataforma submarina de sus aguas jurisdiccionales y cuya conservación interesa a la historia, al arte o a la ciencia; los santuarios de la naturaleza; los monumentos, estatuas, columnas, pirámides, fuentes, placas, coronas, inscripciones y, en general, los objetos que estén destinados a permanecer en un sitio público, con carácter conmemorativo. Su tuición y protección se ejercerá por medio del Consejo de Monumentos Nacionales, en la forma que determina la presente ley."
Ley Nº 17.288 de Monumentos Nacionales, Artículo. 1, De los Monumentos Nacionales .

El total de Monumentos Nacionales, a mayo de 2024, es de 1857 (sin contar los monumentos arqueológicos o públicos). Los monumentos se agrupan según las siguientes categorías:
- Monumentos Históricos Inmuebles (1118 elementos)
- Monumentos Históricos Muebles (488 elementos)
- Zonas Típicas o Pintorescas (149 elementos)
- Santuarios de la Naturaleza (102 elementos)

Además de los siguientes:
- Monumentos Arqueológicos (no contabilizados)
- Monumentos Públicos (no contabilizados)

### Monumentos Históricos (MH)
La Ley Nº17.288 de Monumentos Nacionales establece que: 

"Son Monumentos Históricos los lugares, ruinas, construcciones y objetos de propiedad fiscal, municipal o particular que por su calidad e interés histórico o artístico o por su antigüedad, sean declarados tales por decreto supremo, dictado a solicitud y previo acuerdo del Consejo."
Ley N.º 17.288 de Monumentos Nacionales, artículo 9, De los Monumentos Históricos .

Estos bienes son declarados MH por decreto supremo del Ministerio de Educación, generalmente en respuesta a una solicitud de personas, comunidades u organizaciones, previo acuerdo del CMN.
En términos operativos, al interior del CMN existe una Comisión de Patrimonio Histórico que atiende las solicitudes de declaratoria relacionadas con bienes muebles, es decir, bienes trasladables como objetos o piezas, con importancia para la cultura e historia del país. Esta comisión tramita también solicitudes sobre bienes inmuebles (no trasladables), siempre que en ellos primen los valores históricos por sobre los arquitectónicos. En este último caso, cuando su estimación está en directa relación con el valor arquitectónico, la encargada de tramitar la solicitud es la Comisión de Arquitectura y Urbanismo.
La Comisión de Patrimonio Histórico tramita además las declaratorias de MH con carácter conmemorativo. Se trata de aquellos bienes que poseen un valor no asociado a su condición material, por ejemplo, los espacios ligados a la memoria de las violaciones a los derechos humanos que ocurrieron durante la Dictadura Militar (Sitios de Memoria).
Asimismo, esta unidad tiene como responsabilidad inscribir y llevar un registro nacional de museos y/o colecciones patrimoniales y debe tramitar autorizaciones para los préstamos y traslados de estas colecciones dentro y fuera del territorio nacional, ya sea para su exhibición o estudio.

### Monumentos Públicos (MP)
La Ley Nº17.288 de Monumentos Nacionales establece que: 

"Son Monumentos Públicos y quedan bajo la tuición del Consejo de Monumentos Nacionales, las estatuas, columnas, fuentes, pirámides, placas, coronas, inscripciones y, en general, todos los objetos que estuvieren colocados o se colocaren para perpetuar memoria en campos, calles, plazas y paseos o lugares públicos."
Ley N.º 17.288 de Monumentos Nacionales, artículo 17, De los Monumentos Públicos 

En esta categoría se encuentran objetos que han sido ubicados en el espacio público (campos, calles, plazas y/o paseos) con el fin de conmemorar acontecimientos, individuos o grupos de personas que han incidido de alguna manera en la cultura e historia nacional. Generalmente se trata de estatuas, columnas, fuentes, placas o inscripciones; muchas de las cuales se convierten en verdaderos hitos urbanos, tornándose asimismo referencias espaciales o sociales dentro de las ciudades chilenas. Estos bienes son considerados MP por el solo ministerio de la ley, por lo que no requieren de una declaración expresa por decreto. La Comisión de Patrimonio Histórico del CMN se encarga de estudiar y autorizar solicitudes de instalaciones, traslados, intervenciones y/o restauraciones de MP.
Actualmente se avanza en un catastro a nivel nacional de la existencia de diversos monumentos públicos.

### Zonas Típicas (ZT)
La Ley Nº17.288 de Monumentos Nacionales establece que: 

"Para el efecto de mantener el carácter ambiental y propio de ciertas poblaciones o lugares donde existieren ruinas arqueológicas, o ruinas y edificios declarados Monumentos Históricos, el Consejo de Monumentos Nacionales podrá solicitar se declare de interés público la protección y conservación del aspecto típico y pintoresco de dichas poblaciones o lugares o de determinadas zonas de ellas".
Ley N.º 17.288 de Monumentos Nacionales, artículo 29, De la Conservación de los Caracteres Ambientales.

Se trata de agrupaciones de bienes inmuebles, tanto urbanos como rurales, que representan la evolución de la comunidad humana y destacan por su unidad estilística, materialidad o técnicas constructivas.
Todos estos valores conforman un carácter ambiental propio en ciertas poblaciones o lugares (paisajes, formas de vida, entre otros), siendo de interés público su mantención en el escenario urbano y/o rural a fin de preservar esas características ambientales.
Existen distintas tipologías de zonas típicas: pueblo tradicional, centro histórico, área, conjunto y entorno de un Monumento Histórico, siendo esta última la tipología más frecuente. Estos bienes son declarados por decreto supremo del Ministerio de Educación, generalmente en respuesta a una solicitud de personas, comunidades u organizaciones, previo acuerdo del CMN. Al igual que las solicitudes de MH inmuebles, la Comisión de Patrimonio Arquitectónico y Urbano del CMN está encargada de tramitar solicitudes de declaratorias y de intervención de bienes en categoría de ZT.

### Santuarios de la Naturaleza (SN)
La Ley Nº17.288 de Monumentos Nacionales establece que: 

"Son santuarios de la naturaleza todos aquellos sitios terrestres o marinos que ofrezcan posibilidades especiales para estudios e investigaciones geológicas, paleontológicas, zoológicas, botánicas o de ecología, o que posean formaciones naturales, cuya conservación sea de interés para la ciencia o para el Estado."
Ley N.º 17.288 de Monumentos Nacionales, artículo 31, De los Santuarios de La Naturaleza e investigaciones científicas.

Los Santuarios de La Naturaleza corresponden a una de las categorías con las que Chile protege su patrimonio natural. En 2010 se promulgó la Ley N.º 20.417 que creó el Ministerio del Medioambiente y se modificó el artículo 31 de la Ley de Monumentos Nacionales, creándose el Consejo de Ministros para la Sustentabilidad. A este último se le facultó para proponer al Presidente de la República la creación de nuevas áreas protegidas en cualquiera de sus categorías, incluida SN, administrada por el CMN. En ese escenario, a través de su Comisión de Patrimonio Natural, el CMN debe pronunciarse remitiendo un informe técnico sobre nuevas declaratorias que dentro de esta categoría haga el Ministerio del Medioambiente.
Por otra parte, al CMN le corresponde pronunciarse dentro del Sistema de Evaluación de Impacto Ambiental (SEIA), ante cualquier proyecto, programas o actividades que pretendan realizarse al interior de los SN. De esta forma, el CMN es el Órgano del Estado que entrega el Permiso Ambiental Sectorial N.º 78 (PAS 78), y que autoriza actividades como trabajos de construcción o excavación, pesca, caza, explotación rural o cualquiera otra actividad que de alguna forma afecte el estado natural de los SN.
Asimismo, el CMN en forma sectorial es el encargado de recibir, estudiar, responder y/o resolver los distintos requerimientos de intervención que afecten los SN y que por sus características no ingresan al SEIA, además de aplicar medidas de protección o de evaluación en terreno dependiendo de cada caso. El CMN mantiene la información actualizada de cada bien patrimonial natural, por lo que está en contacto con los propietarios y administradores de cada SN.

### Monumentos Arqueológicos (MA)
La Ley Nº17.288 de Monumentos Nacionales establece que: 

"Son por el solo ministerio de la ley, Monumentos Arqueológicos de propiedad del Estado los lugares, ruinas, yacimientos y piezas antropo-arqueológicas que existan sobre o bajo la superficie del territorio nacional".
Ley N.º 17.288 de Monumentos Nacionales, artículo 21, De los Monumentos Arqueológicos.

Estos bienes son considerados MA por el solo ministerio de la ley, por tanto no necesitan de un proceso de declaratoria. Se subdividen en dos tipos:
1. Bienes arqueológicos: Se trata de piezas, lugares, ruinas o yacimientos con vestigios de ocupación humana, que existen en un contexto arqueológico y que no estén siendo utilizados por una sociedad viva o en funcionamiento. Entre ellos destacan: lugares donde habitaron o fueron sepultados grupos indígenas prehispánicos, pukara o lugares defensivos, piedras tacitas, conchales, geoglífos, petroglifos y una variedad de vestigios provenientes de asentamientos coloniales españoles, fuertes españoles en desuso y barcos antiguos hundidos, entre otros. La Comisión de Patrimonio Arqueológico del CMN es la encargada de recibir, estudiar, responder o resolver los diversos requerimientos acerca de bienes arqueológicos.[9]
2. Bienes paleontológicos: Son restos o evidencias de organismos del pasado que se encuentran en estado fósil (petrificadas). Estas evidencias pueden estar ubicadas en yacimientos o en colecciones científicas institucionales y su conservación es prioritaria ya que aportan información relevante desde el punto de vista científico-cultural y permiten conocer más sobre la historia natural de diversas especies animales y vegetales. Las tramitaciones relacionadas con bienes paleontológicos están a cargo de la Comisión de Patrimonio Natural. El CMN mantiene un apoyo constante en el combate contra la destrucción y tráfico ilícito de bienes paleontológicos, estableciendo criterios básicos para los procedimientos, en coordinación con el Servicio Nacional de Aduanas, la Policía de Investigaciones (PDI) a través de su Brigada Especializada en Delitos Medioambientales y Contra el Patrimonio (Bidema), Carabineros y otras instituciones.[9]

Algunos de los elementos más destacados son:
- Aldea de Tulor
- Pucará del cerro de La Compañía
- Pucará de Quitor
- Sitio de Monte Verde
- Gigante de Atacama